# 玉櫛村
玉櫛村（たまくしむら）は、大阪府三島郡にあった村。現在の茨木市の南部。

## 概要
1889年（明治22年）4月1日に町村制施行により澤良宜東（さわらぎひがし）、澤良宜西(さわらぎにし）、澤良宜濱（さわらぎはま）、真砂（まさご・まなご）、内瀬（ないぜ）水尾（みずお）の6大字が集まって大阪府島下郡の村として発足する。
現在の茨木市沢良宜東・沢良宜西・沢良宜浜・玉櫛・真砂・玉瀬町・大池・水尾周辺にあたる。
1896年（明治29年）4月1日 島下郡と島上郡（現在の高槻市・島本町）が合併して三島郡となったため、三島郡玉櫛村となる。
1935年（昭和10年）6月29日には、集中豪雨により村内の堤防が決壊する被害が出た。
同年8月10日には再度集中豪雨に見舞われ、復旧中の堤防が決壊。
その後1948年（昭和23年）1月1日に、茨木町・三島村・春日村・玉櫛村の1町3村が合併して茨木市となったことにより消滅した。村役場は、現在の茨木市立玉櫛小学校の北側にあった。
この村の中には東奈良遺跡や玉櫛遺跡などがあり、発掘物よりかなり以前より人が居住していたことが窺える。

## 村長
- 西田為之：1921年8月 - 1925年7月

## 地域
もともと佐和良宜荘と水尾荘と呼ばれていた地域であり、1889年の町村制の施行にあたり玉櫛姫神社の名を取って玉櫛村と名づけた。

### 大字澤良宜東
古来、澤良宜郷の中に属しており、澤良宜東村と称していた。旧石高は519石9斗であった。現在の茨木市沢良宜東町・東奈良周辺である。この村に塁堡の址があったとされているが、どこにあったのかは定かでない。現在、佐和良義神社に隣接する茨木市美沢町美沢公園内に沢良宜城址の石碑が建っている。
- 1623年（元和9年） 澤良宜東村と称する。
- 寛文年間より徳川代官の支配地となった。
- 1756年（宝暦6年） 徳川代官支配地が大坂城代井上正経の役知となる。
- 1760年（同10年） 大坂城代松平康福の役知に変わる。
- 1763年（同13年） 徳川代官支配地が土井利里の領地になる。
- 1871年（明治4年）6月 (旧暦) 土井氏領が上知され、古河藩の支配にうつる。
- 同年7月14日 (旧暦) 旧土井氏領古河藩が廃藩置県により古河縣に変更。
- 同年11月15日 (旧暦) 旧土井氏領印旛縣の管轄に変更。
- 同年11月20日 (旧暦) 旧土井氏領が大阪府の管轄となった。
- 1880年（明治13年）7月2日 澤良宜濱村・澤良宜西村・鶴野村と連合して1村に独立。

### 大字澤良宜西
古来、澤良宜郷の中に属しており澤良宜西村と称していた。旧石高は447石1斗3升2合であった。現在の茨木市沢良宜西・天王、阪急京都本線・南茨木駅の周辺にあたる。
- 1623年（元和9年） 澤良宜西村と称する。
- 1666年（寛文6年） 447石1斗3升2合のうち、400石が森川六左衛門の領地になる。残りの47石1斗3升2合が徳川代官の支配となる。
- 1756年（宝暦6年） 徳川代官支配地が大坂城代井上河内守正賢の役知となる。
- 1759年（同9年） 大坂城代井上河内守利容の役知が徳川代官支配地に戻る。
- 1763年（同13年） 徳川代官支配地が土井氏領になる。
- 1868年（慶応4年）5月24日 (旧暦) 森川氏領地が大阪府司農局の支配に移る。
- 同年7月 (旧暦) 旧森川氏領が大阪府司農局の分割により北司農局管轄になる。
- 1869年（明治2年）正月20日 (旧暦) 長谷川氏領北司農局が摂津縣設置により、摂津縣の管轄になる。
- 同年5月10日 (旧暦) 摂津縣が豊崎縣に改称[6]。
- 同年6月 (旧暦) 土井氏領が上地され、古河藩の支配にうつる。
- 1871年（明治4年）7月14日 (旧暦) 旧土井氏領古河藩が廃藩置県により古河縣に変更。
- 同年11月15日 (旧暦) 旧土井氏領印旛縣の管轄に変更。
- 同年11月20日 (旧暦) 旧土井氏領・旧森川氏領がともに大阪府の管轄となったことにより、全村同一管轄となる。
- 1880年（明治13年）7月2日 澤良宜東村・澤良宜濱村・鶴野村と連合して1村に独立。

### 大字澤良宜濱
古来、澤良宜郷の中に属していた。旧石高は280石8斗5升7合であった。現在の茨木市沢良宜浜、大阪モノレール・沢良宜駅の周辺にあたる。
- 1623年（元和9年）澤良宜濱村と称する。
- 1662年（寛文2年） 板倉重宗の領地となる。
- 1656年（明暦2年） 同族の板倉重形の領地になる。
- 1681年（天和元年） 徳川代官の支配地になる。
- 1737年（元文2年） 織田丹後守輔宣の預所となる。
- 1788年（天明8年） 徳川代官の支配に戻る。
- 1811年（文化7年） 永井直与の預地となる。
- 1869年（明治2年）6月 (旧暦)高槻藩の支配となる。
- 1871年（明治3年）12月24日 (旧暦)兵庫縣の所管となる。
- 1871年（明治4年）11月20日 (旧暦) 兵庫縣から大阪府の管轄に変更。
- 1880年（明治13年）7月2日 澤良宜東村・澤良宜西村・鶴野村と連合して1村に独立。

### 大字内瀬
古来、水尾荘の中に属していた。旧石高は旧石高は416石2斗8升2合。現在の大池・玉瀬町周辺である。
- 1615年（元和元年） 内藤信正の領地となる。
- 1618年（元和3年） 徳川代官の支配となる。
- 1625年（寛永2年） 板倉重宗の領地となる。
- 1657年（明暦3年） 同族の永井重形の領地になる。
- 1681年（天和元年） 徳川代官の支配地になる。
- 1713年（正徳3年） 大坂城代松平勝以の役知となる。
- 1719年（享保5年） 石高416石2斗8升2合のうち、410石8斗6升勺は徳川代官の支配に戻るが、5石4斗3升1合4勺は永井直期の領地となる。
- 1744年（延享4年）正月 徳川代官支配地が、田安家の領地となる。
- 1868年（明治元年） 田安家領地が御料地となり、松平忠興・九鬼隆義が管理。
- 同年5月晦日 (旧暦) 田安家領に戻る。
- 1869年（明治2年）6月 (旧暦) 御料地が上地により、田安藩の支配となる。
- 同年同月 (旧暦) 永井氏領が上地により、高槻藩の支配となる。
- 同年12月26日 (旧暦) 旧田安藩地が廃藩置県により兵庫縣の管轄となる。
- 1871年（明治4年）7月15日 (旧暦) 高槻藩が廃藩置県のため高槻縣となる。
- 同年11月20日 (旧暦) 旧田安藩地が兵庫縣から大阪府の管轄に変更。同日、高槻縣も大阪府となる。
- 1880年（明治13年）7月2日 水尾村・真砂村と連合して1村に独立。

### 大字水尾
古来、水尾荘の中に属していた。旧石高は869石1斗8合であった。現在の水尾に該当する。この村に塁堡の址があったとされているが、どこにあったのかは定かでない。現在、茨木市立水尾図書館の北側にある伯光稲荷神社（水尾三丁目）内に水尾城址の石碑が建っている。
- 1569年（慶長元年） 北條村・地下村・小路村の3ヶ村に分かれた。
- 1625年（寛永2年） 板倉周防守重宗の領地となる。
- 1656年（明暦2年） 同族の永井重形の領地になる。
- 1681年（天和元年） 徳川代官の支配地になる。
- 1709年（宝永6年） 再び、北条村・地下村・小路村の3ヶ村が合併する。
- 1756年（宝暦6年） 徳川代官支配地が大坂城代井上正賢の役知となる。
- 1759年（同9年） 大坂城代井上利容の役知が徳川代官支配地に戻る。
- 1763年（同13年） 徳川代官支配地が土井氏領になる。
- 1868年（明治2年）6月 (旧暦) 土井氏領が上地され、古河藩の支配にうつる。
- 1871年（明治4年）7月14日 (旧暦) 旧土井氏領古河藩が廃藩置県により古河縣に変更。
- 同年11月15日 (旧暦) 旧土井氏領印旛縣の管轄に変更。
- 同年11月20日 (旧暦) 旧土井氏領が大阪府の管轄となる。
- 1880年（明治13年）7月2日 内瀬村・真砂村と連合して1村に独立。

### 大字真砂
古来、水尾荘の中に属していた。旧石高は158石9斗6升3合であった。現在の茨木市真砂に該当する。
- 1615年（元和元年） 内藤信正の領地となる。
- 1618年（元和3年） 徳川代官の支配となる。
- 1625年（寛永2年） 板倉重宗の領地となる。
- 1656年（明暦3年） 同族の永井重形の領地になる。
- 1681年（天和元年） 徳川代官の支配地になる。
- 1713年（正徳3年） 大坂城代松平勝以の役知となる。
- 1719年（享保5年） 徳川代官の支配に戻る。
- 1744年（延享4年）正月 (旧暦) 徳川代官支配地が、田安家の領地となる。
- 1968年（慶応4年） 田安家領地が御料地となり、松平忠興・九鬼隆義が管理。
- 同年5月晦日 (旧暦) 田安家領に戻る。
- 1969年（明治2年）6月 (旧暦) 御料地が上地により、田安藩の支配となる。
- 同年12月26日 (旧暦) 旧田安藩地が廃藩置県により兵庫県の管轄となる。
- 1871年（明治4年）11月20日 (旧暦) 旧田安藩地が兵庫県から大阪府の管轄に変更。
- 1880年（明治13年）7月2日 水尾村・内瀬村と連合して1村に独立。

## 現在の地名
茨木市
- 大池1-2丁目
- 並木町
- 玉瀬町
- 真砂1-2丁目
- 玉櫛1-2丁目
- 東奈良1-3丁目
- 水尾1-4丁目
- 美沢町
- 玉水町
- 沢良宜東町
- 沢良宜浜1-3丁目
- 沢良宜西1-4丁目
- 天王1-2丁目